# Diémoz
Diémoz és un municipi francès, situat a la regió d'Alvèrnia-Roine-Alps, al departament de la Isèra.